# Жак Балма
Жак Балма̀ (на френски: Jacques Balmat) е френски (савойски) планински водач и алпинист, който пръв, заедно с Мишел Пакар, изкачва Монблан на 8 август 1786 г. Смятан е за един от първите алпинисти в света.
Роден е в Шамони, тогава част от Савойското херцогство. Занимавал се с лов на сърни и събиране на кристали. На 8 август 1786 г. заедно с лекаря Мишел Пакар извършва първото в историята изкачване на връх Монблан, за което е удостоен от крал Виктор-Амадей III с правото да прибави към името си „по прякор Монблан“ и получава наградата, обещана 25 години преди това от Орас дьо Сосюр за човека, който пръв покори Монблан. По това време приносът на Пакар остава в сянка и е признат едва след 146 години.
На 3 август 1787 г. Балма е водач на Сосюр и неговата група от 17 души при тяхното изкачване на най-високата планина в Западна Европа.
По време на Наполеоновите войни, когато Савоя става част от Франция, Балма става член на Съвета на комуната и предприема несполучлив опит да започне развъждането на мериносови овце в родната си долина Шамони.
Написва книга за своето изкачване на Монблан, която е оценена негативно от по-късната критика предвид наличието на голям брой неточности и преувеличения. Умира през 1834 г. в Сикст Фер а Шевал (Sixt-Fer-à-Cheval), падайки от скала, докато търси злато.